# Carl von Plotho
Carl Johann Joachim Friedrich Edler Herr und Freiherr von Plotho  (* 25. April 1780 in Löwen, Landkreis Brieg, Niederschlesien; † 10. Dezember 1820) war ein königlich-preußischer Oberstleutnant der Infanterie sowie Militärhistoriker und Schriftsteller.

## Leben
Plotho stammte aus dem magdeburgisch-niederschlesischen Familienzweig des Hauses „Räckendorf-Codlewe-Zerben“ und war der Sohn des Christian Friedrich Werner Edler Herr und Freiherr von Plotho, Gutsherr auf Räckendorf, und der Charlotte von Platen aus dem Hause Klingen.
Er war Offizier im Infanterie-Regiment „von Alvensleben“ in Glatz, nahm aber im Jahr 1802 seinen Abschied und heiratete das erste Mal. Nach seiner Scheidung trat er 1804 im Petersburger Grenadier-Regiment in russische Dienste. Im Zuge des Vierten Koalitionskrieges (1806–1807) wechselte er 1806 zu den Preußen und wurde als königlich preußischer Offizier Adjutant beim Großfürsten Konstantin (1779–1839) im russischen Hauptquartier. Bald wurde er Stabskapitän und erhielt am 25. Februar 1807 vom preußischen König Friedrich Wilhelm III. für seine Teilnahme an der Schlacht bei Preußisch Eylau den Militärorden „Pour le Mérite“. Das entsprechende Begleitschreiben an Kavallerie-General Levin August von Bennigsen (1745–1826) in Memel (Litauen) lautete: „Dem Lieutnant v. P., den Sie mir besonders empfohlen, bewillige ich für sein gutes Benehmen sowohl bei dem Gen. v. Ostermann-Tolstoi, als auch in verschiedenen Affairen, denen er beigewohnt hat, den Orden p.l.m..“
Im Jahr 1808 wurde Plotho Wirklicher Kapitän bzw. Premier-Capitaine (Hauptmann) und Kompaniechef im neu formierten Leib-Infanterie-Regiment. Noch im selben Jahr heiratete er zum zweiten Mal. 1811 nahm er erneut seinen Abschied aus der Armee und erhielt dabei den Grad eines Majors. 1812 wurde er als Kreis-Brigadier bei der Gendarmerie wiederangestellt, aber bald zum Hauptquartier des Königs kommandiert, in dem er die Feldzüge 1813 und 1814 mitmachte. 1814 zum Platzmajor in Potsdam ernannt, und 1816 zum Oberst-Lieutenant befördert, starb er schon 1820.
Plotho heiratete in erster Ehe im Jahr 1802 Johanna Elisabeth von Nimpsch, von der er sich aber 1804 wieder scheiden ließ. In zweiter Ehe heiratete er am 30. September 1808 in Riga (Lettland, Baltikum) Dorothea Elisabeth von Assmann (* auf Gut Ahof bei Riga). Beide Ehen blieben kinderlos.

## Werke
In seinen noch heute von Historikern oft zitierten militärhistorischen Werken beschäftigte sich Plotho vor allem mit detaillierten Kriegsdarstellungen und dem russischen Militär seiner Zeit.
Besonders in seinem vierteiligen Hauptwerk Der Krieg in Deutschland und Frankreich in den Jahren 1813–1815 beschrieb er die Befreiungskriege unter militärischen Gesichtspunkten in allen Einzelheiten, so dass sich die täglichen Truppenbewegungen nachverfolgen lassen. Seine Beilagen enthalten wertvolles familienkundliches Material, aber auch formationsgeschichtliche Details. Da die letzte gedruckte Rangliste der preußischen Armee schon 1806 veröffentlicht wurde, gibt das Werk auch Aufschluss über das neue Offizierskorps, das durch die Heeresreform geschaffen wurde (Einführung des Krümpersystems und die Gründung der Landwehr durch Scharnhorst und Gneisenau). Dies macht Plothos Beilagen zu einer wichtigen Quelle über die Zusammensetzung des Offizierskorps der Befreiungskriege, zumal die Beilagen auch Ränge und Funktionen aus der Gruppe der Subalternoffiziere nennen.
- Ueber die Entstehung, die Fortschritte und die gegenwärtige Verfassung der Russischen Armee, doch insbesondere von der Infanterie. Berlin 1811, E-Book, ISBN 978-3-941919-21-1, Verlag Becker, Potsdam 2009
- Tagebuch während des Krieges zwischen Rußland und Preußen einerseits und Frankreich andrerseits in den Jahren 1806 und 1807. Mit 2 illuminirten Plänen. Berlin 1811 – Das Tagebuch beschreibt u. a. die Schlachten von Pultusk, Eylau, Heilsberg und Friedberg sowie der Frieden von Tilsit (9. Juli 1807). – Inhaltsangabe mit Beilagenverzeichnis
- Die Kosaken, oder Geschichte derselben von ihrem Ursprunge bis auf die Gegenwart mit einer Schilderung ihrer Verfassung und ihrer Wohnplätze. Berlin 1811
- Der Krieg in Deutschland und Frankreich in den Jahren 1813–1814, 4 Bände, davon im Einzelnen
  - Band 1: Zeitraum vom 1. Januar 1813 bis zum 10ten August 1813, mit 26 Beilagen. Berlin 1817 – Digitalisat
  - Band 2: Zeitraum vom 10ten August bis Ende Dezember 1813, mit 29 Beilagen. Berlin 1817 – Digitalisat
  - Band 3: Zeitraum vom Januar 1814 bis zum Frieden von Paris, mit 25 Beilagen und einem Plan von Wittenberg. Berlin 1817 – digitalisierte Wiedergabe des Textes, Digitalisat
  - Band 4: Der Krieg des verbündeten Europa gegen Frankreich im Jahre 1815. Berlin 1818 – Digitalisat

## Orden und Ehrenzeichen
- Pour le Mérite (25. Februar 1807)
- Orden der Heiligen Anna 2. Klasse
- St.-Wladimir-Orden 4. Klasse
- Eisernes Kreuz 2. Klasse